# Як-3

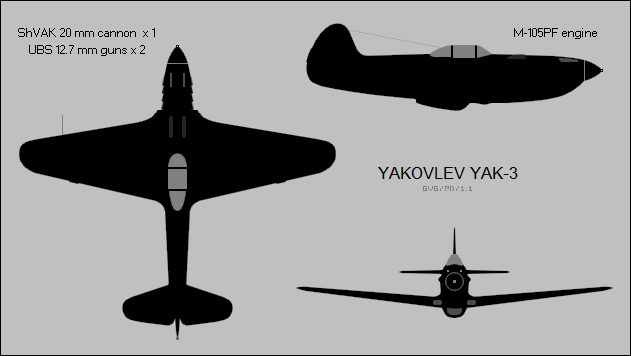
Як-3

Як-3 — радянський одномоторний літак-винищувач періоду Другої світової війни. Розроблений КБ під керуванням Олександра Сергійовича Яковлева. Розвиток серії літаків Як-1 з врахуванням досвіду перших двох років війни. Один з найлегших і найманевреніших поршневих винищувачів першої половини 1940-х років. Всього в СРСР було побудовано 4848 літаків.

## Історія створення
Як-3 став продовженням лінійки винищувачів Як-1 з урахуванням новинок, застосованих при проектуванні Як-9. Але, якщо удосконалення Як-7/Як-9 було спрямоване на інтегральне покращення бойової ефективності винищувача (збільшення потужності озброєння, швидкості і дальності польоту при збереженні і поліпшенні маневреності) то при модернізації Як-1/Як-3 зусилля спрямовувались на зниження маси літака і вдосконалення його аеродинаміки. Тобто модернізація Як-1 була спрямована передусім на створення, за сучасною термінологією, «винищувача завоювання переваги в повітрі». При цьому довелось пожертвувати якостями «фронтового винищувача»: дальністю польоту і потужністю бортової зброї.
Розроблений з урахуванням досвіду перших двох років війни, дослідний винищувач І-30 (Як-1М) являв собою новий тип літака. Перший дослідний Як-1М був побудований в лютому, другий Як-1М «Дублер» — у вересні 1943 року. Як-1М відрізнявся, від Як-1 меншою вагою і крилом меншої площі. Льотні дані помітно покращилися: максимальна швидкість на висоті 4430 метрів зросла до 633 км/год, час набору висоти 5000 метрів при злітній вазі 2655 кг скоротився до 4,1 хвилини. У покращеного варіанта Як-1М «Дублер» полотняну обшивку хвостової частини фюзеляжу замінили на фанерну, допрацювали системи охолодження води та мастила, застосували безмачтову антену, кільцевий приціл з мушкою змінили на коліматорний, поліпшили бронювання і поставили новий гвинт.
Після проходження випробувань літак отримав позначення Як-3. Згідно з постановою ДКО від 26 жовтня 1943 року серійне виробництво Як-3 почалося на авіазаводі № 292 в Саратові. Перший серійний Як-3 піднявся в повітря 8 березня 1944 року. Конструктивно серійні машини не відрізнялись від літака-прототипа, на них ставилися двигуни М-105ПФ2, що мали дещо більшу потужність в порівнянні з М-105ПФ. Озброєння перших 197 серійних Як-3 складалося з гармати ШВАК і кулемета УБС (пізніше на них стали ставити другий синхронний кулемет). На початку серійного виробництва тільки половина машин оснащувалася радіостанцією, на іншій половині ставилися тільки приймачі.
Як-3 з двигуном ВК-105ПФ2 на той час вважався найлегшим і найманевренішим не тільки серед літаків сімейства «Як», а й серед всіх літаків воюючих сторін. Дослідні зразки Як-3 ВК-107А і Як-3 ВК-108 показали найбільшу для радянських поршневих літаків швидкість — відповідно 720 і 745 км/год, які наближалися до гранично можливої для літаків з поршневими двигунами. Як-3 значно перевершував у швидкості, скоропідйомності і маневреності німецькі винищувачі Me-109G-6 і FW-190A-8, особливо на висотах від 0 до 5000 м, де зазвичай відбувалися повітряні бої. Дещо поступаючись Як-9 ВК-107А в льотно-тактичних характеристиках, Як-3 ВК-105ПФ2 перевершував його, в першу чергу, з доведення гвинто-моторної групи, що робило його більш надійним в експлуатації і боєздатним.

## Модифікації
Починаючи з головного модифікованого літака Як-1М примірник N1 і закінчуючи останніми серійними машинами випуску 1946 року, Як-3 мав 18 модифікацій, у тому числі по планеру — 4, по рушійній установці — 8, з озброєння — 6. Літак мав мало модифікацій зі спеціальними індексами і всього два призначення: фронтовий винищувач і висотний винищувач-перехоплювач. В СРСР літаки випускалися на заводах № 292 в Саратові і № 31 в Тбілісі в 1944—1946 роках.
- Як-3П ВК-105ПФ2 — серійна модифікація з гарматним озброєнням (1 мотор-гармата Б-20М і 2 синхронні Б-20С), незначно змінена конструкція планера і встановлено нове радіоустаткування. Вироблялися з весни 1945 до літа 1946 року. Випущено 596 екземплярів.
- Як-3 з двигунами ВК-107А і ВК-108 — версія з більш потужним двигуном і суцільнометалевим крилом (ВК-107) чи корпусом (ВК-108). Держвипробувань не пройшли. На Як-3 з двигуном ВК-108 21 грудня 1944 року льотчик-випробувач Віктор Расторгуєв досяг швидкості горизонтального польоту 745 км/год на висоті 6300 м — неперевершений в СРСР результат для літака з поршневим двигуном.
- Як-3К — версія з великокаліберною (45-мм) гарматою НС-45, яка виявилася менш вдалою, ніж Як-9К. В серію не пішов.
- Як-3ПД — висотна модифікація Як-З ВК-105ПФ2 з двигунами ВК-105ПД і ВК-105ПВ. 26 червня 1945 року Як-ЗПД з ВК-105ПВ досяг швидкості 710 км/год на висоті 11 000 м, а 6 липня того ж року піднявся на висоту 13 300 м. Серійно не випускалися.
- Як-3РД — дослідна модель з штатним двигуном ВК-105ПФ2 і ракетним прискорювачем РД-1 конструкції В. П. Глушко.
- Як-3Т — дослідна протитанкова версія з 37-мм гарматою Н-37 (25 снарядів) і двома Б-20 (100 снарядів).
- Як-3ТК — дослідна модель з двигуном ВК-107А з турбокомпресором.
- Як-3У — створена в 1945 році версія з двигуном повітряного охолодження АШ-82ФН, яка лягла в основою для створення навчально-тренувального винищувача з мотором АШ-21 Як-11.
- Як-3УТІ — навчально-тренувальний для базової моделі.

Як-3 знаходилися на озброєнні ВПС Югославії. Пізніше югослави розробили на основі Як-3 свій перший винищувач 5-49, який Вперше демонструвався на авіаційному параді в 1950 році. Крім «яківлевських» агрегатів у югославському винищувачі були використані ряд вузлів і агрегатів німецького винищувача Messerschmitt Bf 109. На озброєнні літак мав гармату і чотири синхронних кулемета. Елементи конструкції Як-3 (елерони, хвостове оперення) також були використані в конструкції югославського навчально-тренувального літака типу 213.